# Conus vexillum
Conus vexillum es una especie de molusco gasterópodo de la familia Conidae de hasta 14 cm de largo, habitual en el Océano Índico. Es vermívoro y su picadura puede ser peligrosa para el hombre.